# Дотаво
Дотаво — християнське королівство в Нижній Нубії (Північний Судан і Південний Єгипет) у середньовіччі, відомості про яке зберіглись в старонубійських документах XII-XV століть. Це одна з останніх засвідчених християнських держав, які існували в цьому в регіоні.

## Етимологія
Дві теорії пояснюють етимологію назви Дотаво. Перша розглядає назву як давньонубійський термін, що означає «Нижня Галка» або регіон «Нижче Галки»), вказуючи на старонубійський суфікс — tauo («під») і топонім «До» (daw), широко відомий з арабської історії християнської Нубії. Друга терія розглядає назву як кальку для староєгипетського терміну «Верхній і Нижній Єгипет», пропонуючи поєднання старонубійських суфіксів — do («на») і — tauo («під»).

## Історія

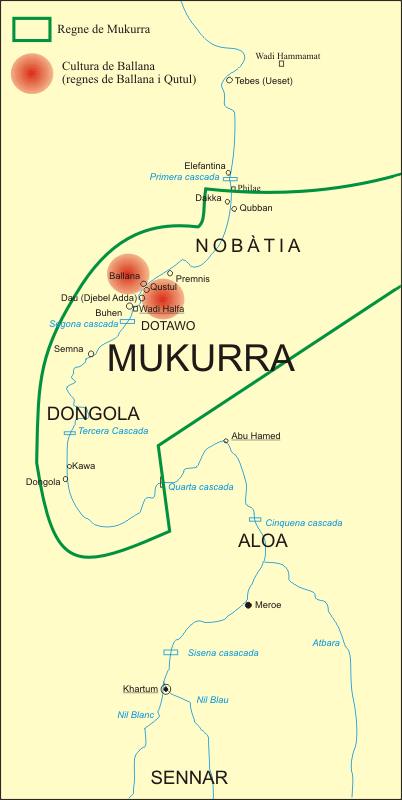
Карта королівства Мукура. Дотаво в центрі

Сучасне розуміння історії Дотаво в останній час значно змінилося. Загалом вважалося, що Дотаво було однією з низки невеликих держав-спадкоємців, які виникли під час тривалого розпаду центрального уряду в християнському королівстві Мукурра. Коротка згадка в праці середньовічного єгипетського історика аль-Макрізі вказує на те, що тривала боротьба за контроль над столицею Донголою спустошила це місто та змусила нубійський двір переїхати в До (сучасний Гебель Адда), як вважають деякі сучасні вчені у 1364/65 роках. Згідно з першою етимологією терміна «Дотаво», розглянутої вище, тоді це могла бути нубійська держава. Навіть у попередні періоди, до розпаду Мукурри, арабські автори повідомляють, що Мукурра складалась з володінь тринадцяти менших королів під одним «Великим Королем», і Дотаво могло бути одним із цих васальних королівств.
Велика колекція старонубійських документів, знайдених у Каср Ібрімі в 1960-х роках, створює значні проблеми для цієї точки зору. Тексти з Каср Ібріма свідчать, що єпарх Нобатії (північна Нубія) підпорядковувався королю Дотаво під час піку розвитку королівства Мукурра в XII столітті. Одним із пояснень цього є те, що Дотаво — це просто інша назва Мукурри. Описи кількох нубійських царів суперечить опису регіону, даному арабським мандрівником Ібн Селімом ель-Асвані. У жодному відомому документі не згадується обидві назви Дотаво та Мукурра, і в кількох пунктах наведені імена королів Дотаво збігаються з іменами королів Мукурра. Перше покоління вчених, яке вивчало знахідки Каср Ібрім, знайшло занадто багато очевидних конфліктів між іменами царів Мукурра та королів Дотаво, щоб задовольнитися цим поясненням. Пізніше вивчення та редагування цих текстів дозволили вирішити більшість цих очевидних конфліктів, і тепер здається ймовірним, що «Дотаво» є місцевою назвою центральної нубійської держави, принаймні від її першої згадки в 1180-х роках до останнього згадки в 1490-ті роки. В 2022 році ця позиція була прийнята як науковий консенсус. У 2021 році було висловлено припущення, що назва «Дотаво» з'являється так пізно в історії християнської Нубії, тому що вона стосувалася саме об'єднаного королівства Мукурра та Алви після особистої унії між їхніми королівськими родинами в XI столітті.
Кінець Дотаво традиційно був визначений приблизно 1500 роком, коли вважається, що воно було захоплено султанатом Сеннар, заснованим у 1504 році. Однак у 2023 році Адам Сіммонс вказав на пропущені докази в Terceira Década da Ásia португальським істориком Жуаном де Барруш про існування в 1520-х роках християнської нубійської королеви, яку де Барруш називав Гауа, і припустив, що Дотаво продовжувало бути незалежною державою між Османськими володіннями на півночі та Фундж на півдні до XVII століття.